# 滇风毛菊
滇风毛菊（学名：Saussurea micradenia）为菊科风毛菊属的植物，为中国的特有植物。分布于中国大陆的云南等地，生长于海拔2,300米至3,100米的地区，多生在山坡林中，目前尚未由人工引种栽培。